# RNF14
La E3 ubiquitín-proteín ligasa RNF14 es una enzima codificada en humanos por el gen rnf14.
La proteínas RNF14 contiene un dominio de dedos de zinc RING, un motivo implicado en interacción proteína-proteína. Esta proteína interactúa con el receptor androgénico (AR) y puede actuar como coactivador que induce la expresión de los genes dianas de este receptor en la próstata. Se ha observado que, en un mutante negativo del gen rnf14, se ve inhibido el crecimiento del cáncer de próstata mediado por el receptor androgénico. RNF14 también interactúa con las enzimas conjugativas de ubiquitina clase III (E2s) y puede actuar como una ubiquitina-ligasa (E3) en la ubiquitinación de ciertas proteínas nucleares. Se han descrito cinco transcritos alternativos del gen rnf14 que codifican dos isoformas diferentes de la proteína.

## Interacciones
La proteína RNF14 ha demostrado ser capaz de interactuar con:
- Receptor androgénico[4][5][1][6]